# Копачовка (Ивано-Франковская область)
Копачовка (укр. Копачівка) — село в Богородчанской поселковой общине Ивано-Франковского района Ивано-Франковской области Украины.
Население по переписи 2001 года составляло 110 человек. Занимает площадь 5 км². Почтовый индекс — 77762. Телефонный код — 03471.